# Özden Terli

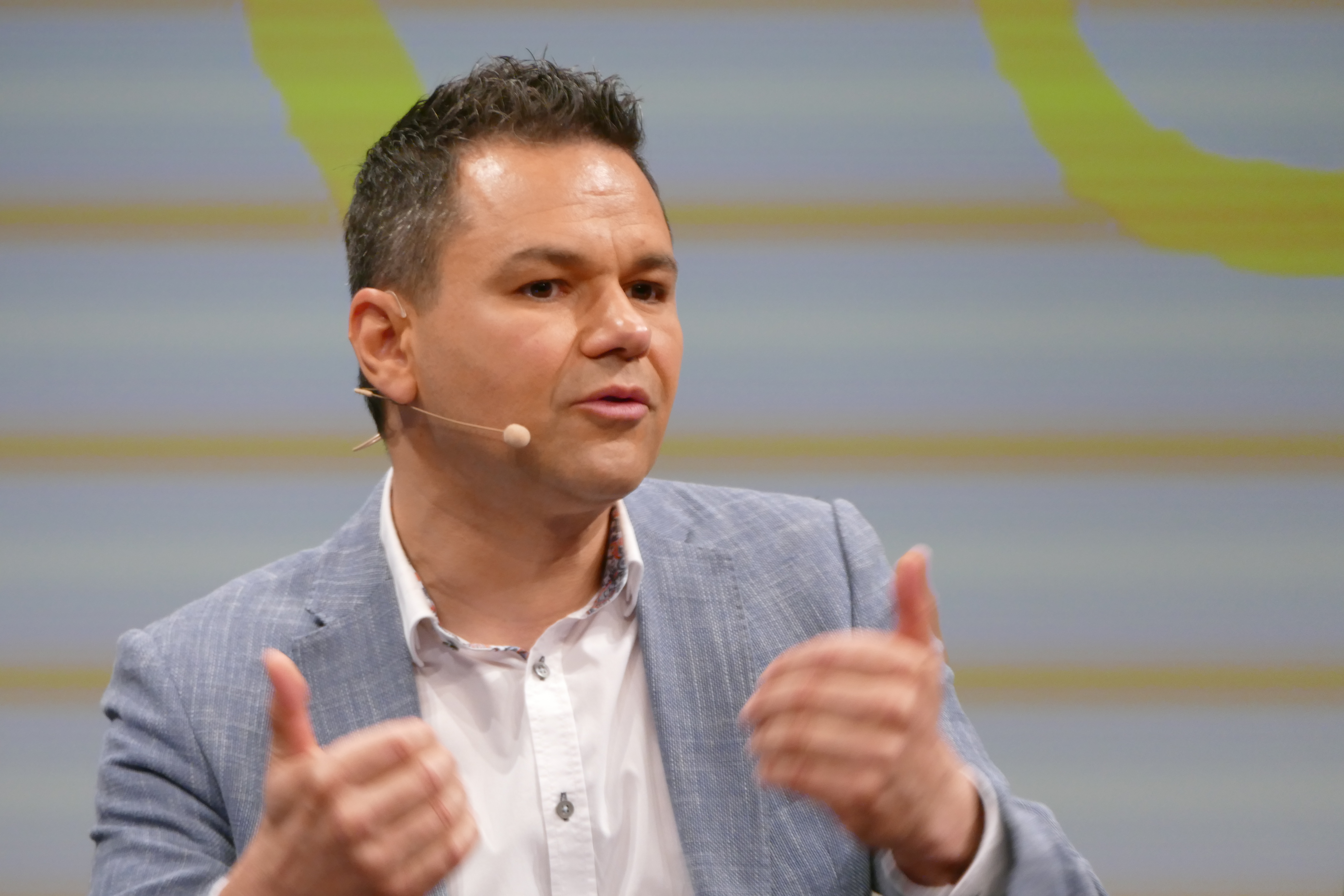
Özden Terli auf der Re:publica 2024

Özden Terli (* 1971 in Köln) ist ein deutscher Meteorologe und Wettermoderator im ZDF.

## Leben und Wirken
Terli wurde als Sohn türkischer Gastarbeiter geboren. In den Jahren 1988 bis 1992 absolvierte er eine Berufsausbildung zum Fernmeldeanlagen-Elektroniker und holte später sein Abitur mit Schwerpunkt Physik/Philosophie am Köln-Kolleg auf dem Zweiten Bildungsweg nach. Terli studierte anschließend Meteorologie an der Freien Universität Berlin mit Nebenfach Astrophysik. In seiner Diplomarbeit, die er am Alfred-Wegener-Institut (AWI) für Polar- und Meeresforschung schrieb, beschäftigte sich Terli mit dem Thema Atmosphärischer Transport von Saharastaub über dem Atlantik – Lidarbeobachtungen an Bord des Forschungsschiffes Polarstern. Dazu wurde ein neuartiges Lidar-Gerät (ComCAL) in mehreren Monaten gebaut.
Von 2004 bis 2013 arbeitete Terli bei wetter.com und ProSiebenSat.1 als Wetter-Redakteur. Er wechselte 2013 zum ZDF. Er moderiert das Wetter in den ZDF-Nachrichtensendungen und schreibt Artikel für ZDFheute.de. Er war auch in der ZDF-Sendung drehscheibe und ist in der ZDF-Sendung hallo deutschland als Wetterexperte zu sehen.
Terli thematisiert in seiner Wetterpräsentation häufig den anthropogenen Klimawandel und dessen Folgen.
Er ist Gründungsmitglied im Thinktank „Climate without borders“.

## Auszeichnungen
- 2021: Umweltmedienpreis der Deutschen Umwelthilfe in der Kategorie „Fernsehen“[6]
- 2022: Auszeichnung als Journalist des Jahres 2022 (3. Platz) in der Kategorie „Wissenschaft“ durch das medium magazin.[7]